# بنیارس
بِنیارِس (به اسپانیایی: Beniarrés) دهستانی در استان آلیکانتهٔ اسپانیا است.
در این دهستان ۱٬۳۲۳ نفر زندگی می‌کنند. مساحت این دهستان ۲۰٫۴۸ کیلومتر مربع است.